# 玛莎·埃文斯
玛莎·苏·埃文斯（英語：Marsha Sue Ivins，1951年4月15日—）曾是一位美国国家航空航天局的宇航员，执行过STS-46 (1992)、STS-81 (1997)，和STS-98(2001) 五次任务，已于2010年11月31日正式退役。